# 야마나시촌
야마나시촌(山梨村)은 일본 야마나시현 히가시야마나시군에 설치되었던 촌이다. 현재의 야마나시시의 남서부에 해당한다.